# Madeleine Gates
Madeleine Randel Gates, född 30 oktober 1998 i Laguna Hills, USA, är en volleybollspelare (center).
Gates gick på La Jolla High School och spelade volleyboll med deras lag. Hon studerade sedan vid UCLA (2016-2019) och Stanford University (2019-2020) och spelade volleyboll i NCAA Division I med deras lag. Hon flyttade till Europa 2020 för att bli proffs i Dresdner SC, ett lag som hon stannade med i två år. Därefter följde ett år i Frankrike med RC Cannes. Säsongen 2023/2024 spelade hon för Trentino Volley som debuterade i italienska Serie A1.
Gates debuterade landslaget vid Panamerikanska cupen 2022.